# Bloch MB.131
Bloch MB.131 – francuski samolot bombowy i rozpoznawczy z  okresu II wojny światowej produkcji zakładów lotniczych Marcel Bloch.

## Historia

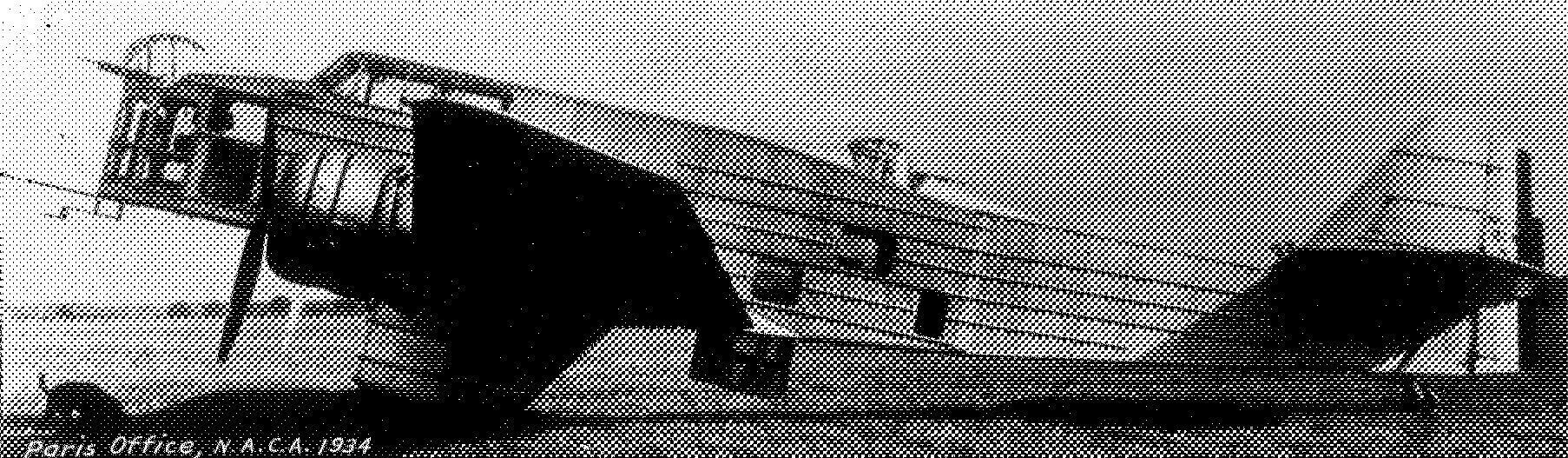
Prototyp Bloch MB.130A

### MB.130
W sierpniu 1933 roku francuskie lotnictwo zwróciło się do wytwórni lotniczych o zaprojektowanie nowego wielozadaniowego bombowca, który równocześnie mógłby spełniać role samolotu rozpoznawczego, a nawet myśliwskiego eskortującego cięższe bombowce. Miał to być samolot kategorii M4, oznaczającej czteromiejscowy samolot wielozadaniowy (M od Multiplace de Combat), w październiku 1933 roku zastąpionej przez kategorię BCR (bombardement, combat, renseignement – bombardujący, bojowy, rozpoznawczy). Jednym z opracowanych w odpowiedzi na te założenia samolotów był Bloch MB.130 wytwórni Société des Avions Marcel Bloch, poza tym konkurowały z nim samoloty Amiot 144, Potez 541, Breguet 460 i Farman 420. Samolot w pierwszej wersji MB.130A, nazwany „Guynemer”, został oblatany 8 czerwca 1934 roku w Villacoublay. Stanowił całkowicie metalowy dwusilnikowy dolnopłat, początkowo ze stałym podwoziem w masywnych owiewkach obejmujących również golenie pod gondolami silnikowymi. MB.130 był podobny do cięższego bombowca MB.210 i miał typowe cechy dla francuskich bombowców z przełomu lat 20. i 30., z kanciastym mało aerodynamicznym kadłubem o prostokątnym przekroju, z bogatym oszkleniem i wystającymi wieżyczkami. Napęd stanowiły silniki gwiazdowe Gnome-Rhône 14 Kdrs o mocy 760 KM. 3 kwietnia 1935 roku oblatano przebudowany prototyp oznaczony MB.130B, z podwoziem wciąganym w locie i silnikami GR 14 Kirs/Kjrs o mocy 870 KM. W październiku 1935 roku lotnictwo francuskie wyraziło zamiar zamówienia 40 samolotów tego typu. Mimo to, lotnictwo wkrótce doszło do wniosku, że konstrukcje powstałe według wymagań na wielozadaniowy samolot są przestarzałe i mają zbyt słabe osiągi, w następstwie czego zawiesiło zamówienie, a wytwórnia Bloch podjęła z własnej inicjatywy prace nad nowym samolotem, tym razem specjalizowanym jako rozpoznawczo-bombowy. Prototyp MB.130, ze znakami cywilnymi F-AKHS, uległ zniszczeniu w wypadku w 1937 roku.

### MB 131
Nowy samolot oznaczony jako MB 131 zachował jedynie ogólny układ poprzednika, jako dwusilnikowego dolnopłata, natomiast oprócz tego był w zasadzie nową konstrukcją. Wyróżniał się opływowym wydłużonym kadłubem ze stanowiskiem strzeleckim w zaokrąglonym przodzie i z gładkim poszyciem, mocowanym spłaszczonymi nitami, lepszym z punktu widzenia aerodynamiki. Pierwszy prototyp MB 131-01 został oblatany 12 sierpnia 1936 roku. Początkowo samolot był czteromiejscowy (kategorii RB4 – czteromiejscowy rozpoznawczo-bombowy). Testy samolotu rozpoczęto w grudniu. Lotnictwo jeszcze w 1936 roku zamówiło pierwszą serię, zastępując pierwotne zamówienie na 40 sztuk MB 130.
Podczas prób w locie wykazywał on sporo braków, które wyeliminowano w nowym prototypie, który został oblatany 5 maja 1937 roku. Załogę powiększono w nim do pięciu osób (RB5), przesunięto wieżę grzbietową i dodano dolną wysuwaną wieżę. Silniki GR 14 Kirs/Kjrs 870 KM zostały następnie zastąpione przez ulepszone Gnome-Rhône 14N 10/11 o tej samej mocy. Podczas badań pierwszego samolotu seryjnego okazało się jednak, że skomplikowanie i masa wysuwanej wieży nie kompensują zalet zmniejszenia oporu aerodynamicznego i na samolotach seryjnych zastąpiono ją przez płytką stałą gondolę z karabinem maszynowym. W latach 1936–1937 w ramach pięciu kontraktów zamówiono 142 MB 131, początkowo także w wersji MB 132, która ostatecznie nie trafiła do produkcji. Produkcję seryjną tego samolotu rozpoczęto jeszcze w tym samym roku i trwała ona do 1939 roku. Łącznie w tym okresie zbudowano 143 samoloty MB 131 (łącznie z dwoma prototypami i prototypem MB 133).
Pierwsza seria 13 samolotów została wykonana jako czteromiejscowy rozpoznawczy MB 131 R4 (nry 3–15), a dalsze pięć jako szkolny MB 131 Ins (skrót od instruction) z podwójnymi sterownicami (nry 16–20). Również drugi prototyp został doprowadzony do standardu MB 131 Ins i przekazany lotnictwu. Od samolotu nr 21 produkowano docelową wersję bombowo-rozpoznawczą, lecz w wariancie czteromiejscowym MB 131 RB4. Według niektórych źródeł zbudowano 119 samolotów wersji RB4.

### MB 132 i MB 133
Wersja MB.132 była przewidywana do zamówienia, z silnikami gwiazdowymi Hispano-Suiza 14 Aa o mocy 940 KM. Z powodu niedopracowania silników, prototyp nie został zbudowany, a zamówienia przeniesiono na wersję seryjną MB.131.
Prototyp MB.133 również był wyposażony w silniki Hispano-Suiza 14 Aa, a nadto miał podwójne usterzenie pionowe. Niedopracowanie silników opóźniło oblot maszyny, do którego doszło 1 października 1937 roku. Prędkość maksymalna wynosiła 435 km/h, lecz w tym czasie nie była to już wartość wystarczająca i samolot nie został skierowany do produkcji, a prototyp przebudowano na MB.131.

## Służba
Samoloty Bloch MB.131 do francuskich jednostek lotniczych zaczęto dostarczać w czerwcu 1938 roku a ostatnie z nich dostarczono we wrześniu 1939 roku. Ogółem używały je grupy (dywizjony): GR I/14, GR II/14, GR I/21, GR II/22, GR I/35, GR I/36, GR II/36, GR I/55, GR II/55 i GR I/61 (druga liczba oznaczała pułk lotniczy). W chwili wybuchu II wojny światowej znajdowały się na uzbrojeniu w siedmiu dywizjonów rozpoznawczych, po 13 samolotów. Jeden znajdował się na terenie Afryki Północnej. 
Po wybuchu II wojny światowej samoloty tego typu dokonywały lotów rozpoznawczych na teren Niemiec, w czasie których ponosiły jednak spore straty. Okazało się, że osiągi samolotów, chociaż uznawanych za nowoczesne, są już niewystarczające do uniknięcia niemieckich myśliwców Messerschmitt Bf 109. 9 września 1939 roku został zestrzelony pierwszy MB.131 (nr 92), a drugi uszkodzony lądował przymusowo, oba z dywizjonu GAR 14. 17 września został zestrzelony kolejny, z GR I/22 (nr 86). Już od października 1939 roku samoloty MB.131 były więc wycofywane z jednostek bojowych i przesuwane do szkolnictwa. Dłużej zachowały je dywizjony GR I/36 i II/36. W chwili ataku niemieckiego 10 maja 1940 roku w dywizjonach rozpoznawczych znajdowało się 35 samolotów, a w jednostkach szkolnych 64. Po zawieszeniu broni we Francji znajdowały się 53 samoloty. Jedynie grupa rozpoznawcza stacjonująca w Afryce Północnej zachowała je w swoim składzie przez cały okres wojny. 
Po upadku Francji samoloty Bloch MB.131 otrzymało lotnictwo rządu Vichy, gdzie użytkowano je w jednostka szkolnych do holowania celów lotniczych. Także w Luftwaffe zdobyczne samoloty użytkowano w tym samym celu.

## Opis konstrukcji
Samolot Bloch MB.131 to dwusilnikowy dolnopłat o konstrukcji metalowej, podwozie chowane w locie, kabiny zakryte.

### Napęd
Napęd samolotu MB.131-RB4 stanowiły dwa 14-cylindrowe silniki w układzie podwójnej gwiazdy Gnome-Rhône 14N-10 i 14N-11 o mocy po 699 kW (950 KM). Silniki różniły się kierunkiem obrotów.

### Uzbrojenie i wyposażenie
Samolot mógł przenosić bomby o łącznej masie do 800 kg. W kadłubowej komorze bombowej mieściły się cztery bomby po 200 kg albo sześć po 100 kg albo osiem po 50 kg lub 64 bomby przeciwpiechotne 10 kg.
Uzbrojenie obronne składało się z trzech pojedynczych karabinów maszynowych MAC 1934 kal. 7,5 mm w stanowisku przednim, wysuwanej obrotowej wieżyczce grzbietowej i płytkiej gondoli podkadłubowej, strzelający do tyłu. Pierwszy z nich obsługiwany był przez bombardiera–obserwatora, drugi przez strzelca, a trzeci przez radiotelegrafistę